# Choroszowskaja
Choroszowskaja (ros. Хорошёвская) – stacja linii Bolszej Kolcewej metra moskiewskiego, znajdująca się w północnym okręgu administracyjnym Moskwy w rejonie Choroszowskim (Хорошёвский). Otwarcie miało miejsce 26 lutego 2018 roku.
Stacja trójnawowa typu płytkiego kolumnowego z peronem wyspowym położona jest na głębokości 21 metrów. Stacja umożliwia przesiadkę na stację Poleżajewskaja linii Tagansko-Krasnopriesnienskiej i na stację Choroszowo moskiewskiego pierścienia centralnego.